# Roger Cohen
Roger Cohen, né le 2 août 1955 à Londres (Royaume-Uni), est un journaliste et écrivain britannico-américain. Il est notamment éditorialiste au New York Times.

## Biographie
Roger Cohen a été correspondant à Paris pour le New York Times. Le journaliste américain Thomas Frank lui reproche de « reprendre sans cesse comme mécanisme explicatif les stéréotypes américains sur l’arrogance française. »

## Distinctions
- Chevalier de la Légion d'honneur (2021)

## Sources
- (en) Cet article est partiellement ou en totalité issu de l’article de Wikipédia en anglais intitulé « Roger Cohen » (voir la liste des auteurs).